# Enjoy!
Enjoy! is het derde studioalbum van de Amerikaanse punkband Descendents. Het album werd uitgegeven in 1986 via de platenlabels New Alliance Records en Restless Records. Het was het laatste album van de band met gitarist Ray Cooper en het enige album met bassist Doug Carrion, die beiden de groep verlieten na de eerste promo-tour na de uitgave van het album. Enjoy! bevat een coverversie van het nummer "Wendy" van The Beach Boys, het enige covernummer van Descendents dat ooit is uitgegeven.

## Nummers
1. "Enjoy" - 2:10
2. "Wendy" - 2:22
3. "Kids" - 0:44
4. "Hürtin' Crüe" - 2:34
5. "Sour Grapes" - 3:47
6. "Get the Time" - 3:12
7. "Orgofart" - 2:18
8. "Cheer" - 3:01
9. "80's Girl" - 2:15
10. "Green" - 3:34
11. "Days Are Blood" - 7:51
12. "Orgo 51" - 1:20

## Band
- Milo Aukerman - zang
- Doug Carrion - basgitaar
- Ray Cooper - gitaar
- Bill Stevenson - drums, achtergrondzang (track 10)